# Miñambres de la Valduerna
Miñambres de la Valduerna es una localidad del municipio de Villamontán de la Valduerna, en la provincia de León, España.
El pueblo de Villambres en lo religioso, hoy Miñambres, uno más de los pueblos de La Valduerna es patrimonio artístico en el Museo de los Caminos. Se encuentra ubicado a ambos lados del río Duerna.
Posiblemente en el pueblo de Miñambres existiera una importante urbe, "Argentiolum", hoy desaparecida. Su emplazamiento se encontraba en el margen derecho del río Ornia, conocido actualmente como el río Duerna. Hoy en día aún no se sabe el lugar exacto donde estuvo asentada esa ciudad. 

A mediados del siglo XIX tiene 66 casas y escuela de primeras letras durante cuatro meses de invierno, dotada con cuarenta reales y una módica retribución de los niños que la frecuentan. Su producción principal en aquel entonces era trigo, centeno, cebada, lino y legumbres, cría ganado vacuno y lanar, caza de perdices, codornices, liebres y conejos, y pesca de truchas. Contaba en 1848 con 67 vecinos que sumaban 310 habitantes.

## Situación y Acceso
Saliendo de la A6 - Madrid - Coruña, preferentemente la salida 303, y cruzando La Bañeza se accede a la carretera de Villalis pasada la azucarera y a 6 km, una vez pasado Ribas de la Valduerna, se gira a la derecha y encontramos Miñambres.
También se puede salir de la A6 en la salida de Palacios de la Valduerna y aquí cogemos, al final de Palacios a la izquierda y, vemos el indicador de Redelga, el siguiente ya es Miñambres.
En La Bañeza existe una estación de autobuses de ALSA con varias líneas diarias que acercan hasta el pueblo.
Estaciones de ferrocarril más próximas en Astorga, Veguellina y León.
El aeropuerto más cercano es el Aeropuerto Virgen del Camino (aeropuerto civil de León), a unos 40 minutos en coche.

## Evolución de la población en los últimos ocho años
| 2000 |  | 2001 |  | 2002 |  | 2003 |  | 2004 |  | 2005 |  | 2006 |  | 2007 |
| ---- |  | ---- |  | ---- |  | ---- |  | ---- |  | ---- |  | ---- |  | ---- |
| 298  |  | 300  |  | 301  |  | 303  |  | 293  |  | 292  |  | 292  |  | 286  |

## Enlaces relacionados
- Municipios de León

- Datos: Q9033811